# Pescatoria backhousiana
Pescatoria backhousiana är en orkidéart som beskrevs av Heinrich Gustav Reichenbach. Pescatoria backhousiana ingår i släktet Pescatoria och familjen orkidéer.
Artens utbredningsområde är Ecuador. Inga underarter finns listade i Catalogue of Life.